# Bure (rivière)
Pour les articles homonymes, voir Bure.
La Bure est une  rivière du sud de la France dans le département Haute-Garonne dans la région Occitanie c'est un affluent rive gauche du Touch donc un sous-affluent de la Garonne.

## Géographie
De 12,9 km de longueur, la Bure prend sa source sur la commune de Plagnole sous le nom de Garenne, et se jette dans le Touch sur la commune de Poucharramet.

## Département communes traversées
Dans le seul département de Haute-Garonne communes : Plagnole, Lautignac, Rieumes, Poucharramet.

## Principaux affluents
- Ruisseau de simoure : 3,9 km
- Ruisseau de la Rivière : 7,3 km
- Ruisseau des Pierres : 4 km